# Daiki Kogure
Daiki Kogure (jap. 小暮 大器 Kogure Daiki; ur. 17 maja 1994) – japoński piłkarz występujący na pozycji pomocnika. Obecnie występuje w Ehime FC.

## Kariera klubowa
Od 2013 roku występował w klubach Cerezo Osaka, Tokushima Vortis i Ehime FC.